# Oligoclada umbricola
Oligoclada umbricola – gatunek ważki z rodziny ważkowatych (Libellulidae). Występuje na terenie Ameryki Południowej.